# CSI: Kryminalne zagadki Las Vegas
CSI: Kryminalne zagadki Las Vegas (tytuł oryginalny: C.S.I.: Crime Scene Investigation) – amerykański serial telewizyjny emitowany od 2 października 2000 do 27 października 2015 przez stację CBS. Opowiada o pracy zespołu laboratorium kryminalistycznego policji w Las Vegas.
W trzeciej serii do CSI: Kryminalne zagadki Las Vegas dołączył serial poboczny CSI: Kryminalne zagadki Miami, w piątej serii – CSI: Kryminalne zagadki Nowego Jorku, a w 15 serii – CSI: Cyber. W 2021 roku rozpoczęto nadawanie sequelu – CSI: Vegas.

## Opis
Serial przedstawia pracę detektywów działu policji zajmujących się badaniem miejsca zbrodni. Używają oni najnowszych zdobyczy nauki i technologii, aby rozwikłać najtrudniejsze zagadki kryminalne.
Scenariusz serialu powstał na podstawie autentycznych materiałów dowodowych i raportów sporządzonych przez organy ścigania na miejscu zbrodni. Autorzy czerpali inspiracje z autentycznych doświadczeń ekipy kryminalistyków współpracujących z policją. Serial przedstawia trudną i odpowiedzialną pracę techników policyjnych pracujących w jednym z najlepszych laboratoriów w Las Vegas. Łapią oni przestępców wnikliwie badając wszystkie ślady zostawione na miejscu zbrodni, bo to od nich zależy najczęściej wynik śledztwa. Kierownikiem zespołu pracującego na nocną zmianę jest Gil Grissom, samotnik i ekscentryk, ceniony przez podwładnych za niesamowitą wiedzę. Do jego zespołu należą: Catherine Willows, była striptizerka i samotna matka, która stara się pogodzić pracę z macierzyństwem, Nick Stokes i Warrick Brown, obaj kawalerowie, zawsze gotowi podjąć nowe wyzwanie, Sara Sidle, najmłodsza z drużyny i kapitan Jim Brass z wydziału zabójstw, który wcześniej był szefem nocnej zmiany. Pomagają im: technik laboratoryjny Greg Sanders, koroner Dr. Al Robbins i sierżant O’Riley. Serial jest wyświetlany w wielu krajach i uczynił gwiazdy z aktorów w nim występujących. Intrygująca akcja połączona z atmosferą Las Vegas zapewnia serialowi wiernych widzów i wysoką oglądalność.
W serialu często zmieniała się obsada. W sezonach 1–9 główną postacią i zarazem szefem zespołu był Gil Grissom (na zdj.), w 9. sezonie zespół objęła Catherine Willows, jednak główną postacią serialu był tak naprawdę Ray Langston, który odszedł z końcem 11. sezonu. Od 12. sezonu główną postacią jest D.B. Russel, zarazem nowy szef zespołu. Catherine Willows, przez większość serialu asystentka szefa laboratorium, odeszła w połowie 12. sezonu. Została zastąpiona przez Julie Finlay. Poza Nickiem Stokesem, obecnym na ekranie nieprzerwanie od 2000 roku, reszta ekipy zmienia się nieregularnie.

## Postacie

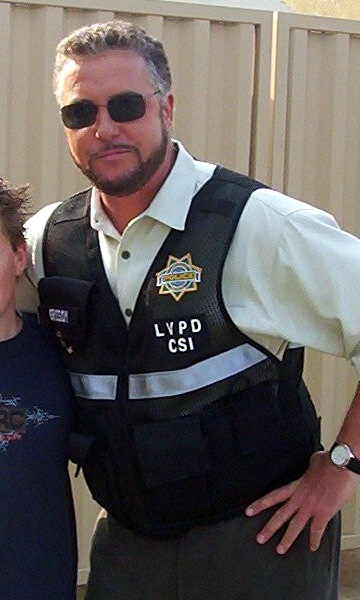
William Petersen jako Gil Grissom

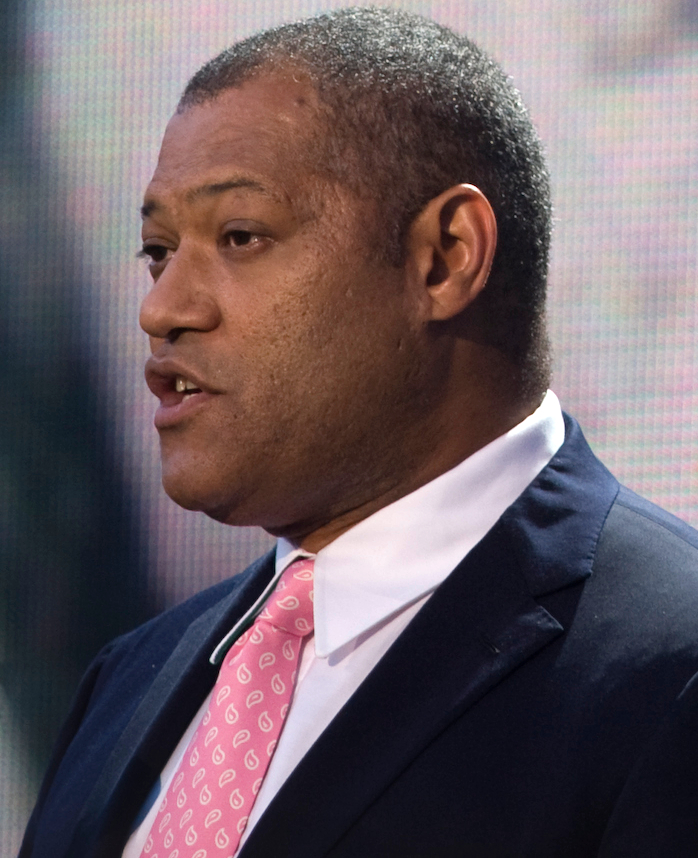
Laurence Fishburne jako Ray Langston

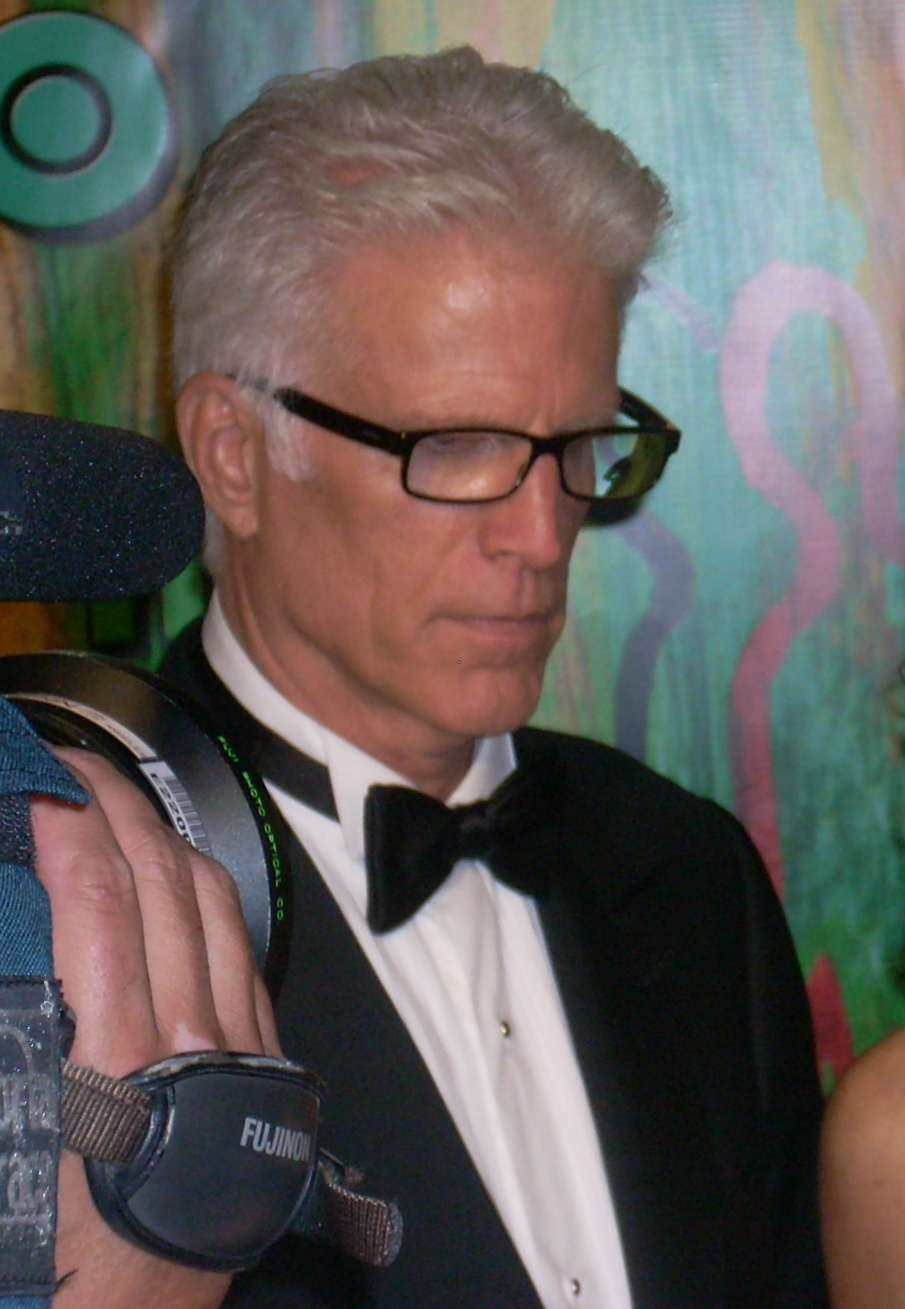
Ted Danson jako D.B. Russel

Marg Helgenberger grała Catherine Willows

- Gil Grissom – Szef laboratorium kryminalistycznego od 2000 roku, kiedy zastąpił przeniesionego do policji Jima Brassa. Doskonale zna się na wszelkiego rodzaju robactwie. Potrafi poznać godzinę zgonu ofiary po tym, jakie robaki są na jej ciele. Często eksperymentuje, nie raz zdarzyło się, że słoik z jego eksperymentem znalazł się w lodówce, w której reszta zespołu trzyma jedzenie. Zakochany w Sarze Sidle. Mocno przeżywał jej odejście w 2007 roku. Kolejnym ciosem w Grissoma była śmierć Warricka Browna na jego ramionach. Kilka tygodni po tym wydarzeniu Grissom zdecydował się opuścić CSI. Pomógł ścigać psychopatycznego mordercę, po czym oddał zespół w ręce Catherine Willows. Sam znalazł swoją miłość – Sarę. Rok później wzięli ślub, niestety rozstali się. Wrócił do CSI na 2 ostatnie odcinki.
- Catherine Willows – Rozwiedziona, ma córkę. Jest zastępcą szefa laboratorium, odkąd szefem został Grissom. Jest też córką właściciela wielu kasyn – Sama Browna. Kiedy porwano jej przyjaciela – Nicka Stokesa, była gotowa poprosić Sama o pieniądze na okup. Początkowo nie przepadała za Sarą Sidle, ale z czasem się to zmieniło. Po odejściu Grissoma w 2008 roku została nowym szefem laboratorium. W 2011 roku jednak została zdegradowana przez Langstona i jego działanie na własną rękę, a jej miejsce zajął D.B. Russel. Odeszła do FBI w 2012 roku. Wróciła do CSI na 2 ostatnie odcinki wraz z Gilem.
- Nick Stokes – Członek zespołu. Jego najlepszym przyjacielem był Warrick Brown, który zginął w 2008 roku. Nick był bliski zabicia jego zabójcy. Ostatecznie powstrzymał się jednak i chybił. Od śmierci Warricka regularnie odwiedza jego grób. Nick jest jedyną postacią główną, która jest w serialu od początku do czasów obecnych.
- Sara Sidle – Dołączyła do zespołu tuż po objęciu przez Grissoma funkcji szefa laboratorium. Początkowo żywiła niechęć do Warricka Browna przez jego zapał do hazardu. Kochała Grissoma, z którym stworzyła małżeństwo na odległość. Sara wróciła do zespołu, odległość jednak sprawiła, że rozwiedli się z Grissomem.
- Greg Sanders – Początkowo pracował tylko w laboratorium. Z czasem spodobała mu się jednak praca w terenie i zaczął na stałe pracować poza laboratorium.
- Al Robbins – Patolog CSI. Ma protezę nogi, jednak potrafi cieszyć się życiem, ma żonę, a także sporo zapału do swojej pracy.
- David Phillips – Asystent patologa CSI.
- David Hodges – Pracuje w laboratorium od 2002 roku. Jest wyjątkowo szczery, czasami nawet bezczelny. Lubi mówić, robi głupie uwagi, jednak potrafi być nawet zabawny. Zdarzało mu się namawiać resztę ekipy laboratorium, by wziąć się za coś, czego nie potrafi rozgryźć zespół terenowy.
- Jim Brass[1] – Do 2000 roku szef laboratorium. Został przeniesiony do kierowania posterunkiem policji po tym, jak przeniesiona do jego zespołu dziewczyna zginęła po dniu służby. Zastąpił go Gil Grissom. Brass często stawał w obronie swoich ludzi. Bywało, że działał przeciwko Grissomowi i jego ekipie, gdy oskarżali o coś policjanta. Odchodzi w 2014 roku z powodu kolejnych problemów ze swoją córką.
- Sofia Curtis – Sofia jest kryminologiem współpracującym z laboratorium. W przeszłości sama była jego pracownikiem na dziennej zmianie, później na nocnej. Jest byłą policjantką. Zawiedziona prawami, jakimi rządzi się techniczne laboratorium, rozważa powrót do policji.
- Warrick Brown – Był przyjacielem Nicka Stokesa. Był żonaty i miał syna. Zamordowany w 2008 roku. Za życia był jednym z najlepszych ludzi Grissoma. Miał problemy z hazardem, jednak z czasem udało mu się opanować swoje uzależnienie. Warrick był przygotowywany przez Grissoma na dowodzenie, Grissom widział w Warricku przyszłego szefa zespołu.
- Wendy Simms – Pracowała w laboratorium, przyjaźniła się z Hodgesem, jednak kiedy opuściła CSI, byli skłóceni. Nigdy już nie spotkali się od tamtej pory.
- Riley Adams – Policjantka, przeniesiona z St. Louis. Zatrudniona przez Eckliego, niedługo po śmierci Warricka. Była w CSI tylko przez rok.
- Henry Andrews – Jest specjalistą od toksykologii. Często ścina się z Hodgesem, jest w zespole od 2005 roku.
- Ray Langston – Poznaje zespół CSI podczas sprawy ścigania seryjnego mordercy. Po tej samej sprawie Grissom opuszcza zespół, mówiąc Langstonowi, że w zespole potrzebny jest nowy członek. Ostatecznie Langston zostaje nowym śledczym CSI w zespole Catherine Willows. W trakcie swojego pobytu w CSI Ray niejednokrotnie ściga albo zostaje zraniony przez swojego śmiertelnego wroga – Nate’a Haskella. Wreszcie, niecałe 3 lata po przybyciu Raya do CSI, zabija on w afekcie Haskella. Po żmudnej sprawie opuszcza Las Vegas, a Catherine Willows i Nick Stokes zostają zdegradowani.
- Morgan Brody – Jest córką Eckliego, pracuje w Los Angeles. Poznaje Catherine i Langstona podczas ich pobytu w LA w 2011 roku. Jakiś czas po tym sama przenosi się do Las Vegas pracując w zespole przejętym przez D.B. Russela. Ma kiepskie relacje z ojcem, które zmieniają się rok po przybyciu Morgan do LA po tym, jak zostaje on postrzelony, zasłaniając córkę przed strzałem.
- D.B. Russell – Zostaje nowym szefem laboratorium w 2011 roku. Zastępuje zdegradowaną Catherine Willows. Pracuje z nią tylko pół roku, do jej odejścia do FBI. D.B. jest żonaty, jest także dziadkiem. Kiedy została porwana jego wnuczka, stracił panowanie nad sobą. Poza tym jednak jest na ogół poważnym i stanowczym szefem. Jego dobrym znajomym jest Mac Taylor z laboratorium w Nowym Jorku. Ostatni raz obaj spotkali się w 2013 roku.
- Julie Finlay – Zastępuje Catherine Willows. Jest starą znajomą D.B. z czasów Seattle. Bardzo podoba jej się w Las Vegas, ma bardzo dobre kontakty z zespołem, zwłaszcza z Sarą Sidle.

## Obsada
| Postać            | Aktor              | Funkcja                  | Postać/Sezony | Postać/Sezony | Postać/Sezony | Postać/Sezony | Postać/Sezony | Postać/Sezony | Postać/Sezony | Postać/Sezony | Postać/Sezony | Postać/Sezony | Postać/Sezony | Postać/Sezony | Postać/Sezony | Postać/Sezony | Postać/Sezony |
| Postać            | Aktor              | Funkcja                  | 1             | 2             | 3             | 4             | 5             | 6             | 7             | 8             | 9             | 10            | 11            | 12            | 13            | 14            | 15            |
| ----------------- | ------------------ | ------------------------ | ------------- | ------------- | ------------- | ------------- | ------------- | ------------- | ------------- | ------------- | ------------- | ------------- | ------------- | ------------- | ------------- | ------------- | ------------- |
| Gil Grissom       | William Petersen   | Szef Laboratorium        | Główna        | Główna        | Główna        | Główna        | Główna        | Główna        | Główna        | Główna        | 1-10          |               | Gość          |               |               |               |               |
| Ray Langston      | Laurence Fishburne | Śledczy CSI poziom 2     |               |               |               |               |               |               |               |               | 11-24         | główna        | główna        |               |               |               |               |
| D.B. Russell      | Ted Danson         | Szef Laboratorium        |               |               |               |               |               |               |               |               |               |               |               | Główna        | Główna        | Główna        | Główna        |
| Catherine Willows | Marg Helgenberger  | Zast. Szefa Laboratorium | Główna        | Główna        | Główna        | Główna        | Główna        | Główna        | Główna        | Główna        | Główna        | Główna        | Główna        | 1-12          |               | Gość          |               |
| Julie Finlay      | Elisabeth Shue     | Zast. Szefa Laboratorium |               |               |               |               |               |               |               |               |               |               |               | 14-22         | główna        | główna        | główna        |
| Nick Stokes       | George Eads        | Śledczy CSI poziom 3     | Główna        | Główna        | Główna        | Główna        | Główna        | Główna        | Główna        | Główna        | Główna        | Główna        | Główna        | Główna        | Główna        | Główna        | Główna        |
| Sara Sidle        | Jorja Fox          | Śledczy CSI poziom 3     | Główna        | Główna        | Główna        | Główna        | Główna        | Główna        | Główna        | Główna        | Gość          | 2-plan.       | Główna        | Główna        | Główna        | Główna        | Główna        |
| Greg Sanders      | Eric Szmanda       | Śledczy CSI poziom 3     | 2-plan.       | 2-plan.       | główna        | główna        | główna        | główna        | główna        | główna        | główna        | główna        | główna        | główna        | główna        | główna        | główna        |
| Morgan Brody      | Elisabeth Harnois  | Śledczy CSI poziom 2     |               |               |               |               |               |               |               |               |               |               | Gość          | Główna        | Główna        | Główna        | Główna        |
| Dr. Al Robbins    | Robert David Hall  | koroner                  | 2-plan.       | 2-plan.       | główna        | główna        | główna        | główna        | główna        | główna        | główna        | główna        | główna        | główna        | główna        | główna        | główna        |
| David Phillips    | David Berman       | asystent koronera        | 2-plan.       | 2-plan.       | 2-plan.       | 2-plan.       | 2-plan.       | 2-plan.       | 2-plan.       | 2-plan.       | 2-plan.       | główna        | główna        | główna        | główna        | główna        | główna        |
| David Hodges      | Wallace Langham    | laborant                 |               |               | 2-plan.       | 2-plan.       | 2-plan.       | 2-plan.       | 2-plan.       | główna        | główna        | główna        | główna        | główna        | główna        | główna        | główna        |
| Sofia Curtis      | Louise Lombard     | zastępca szeryfa         |               |               |               |               | 2-plan.       | 2-plan.       | główna        | gość          |               |               | gość          |               |               |               |               |
| Warick Brown      | Gary Dourdan       | Śledczy CSI poziom 3     | główna        | główna        | główna        | główna        | główna        | główna        | główna        | główna        | główna        |               |               |               |               |               |               |
| Riley Adams       | Lauren Lee Smith   | Śledcza CSI poziom 2     |               |               |               |               |               |               |               |               | główna        |               |               |               |               |               |               |
| Wendy Simms       | Liz Vassey         | technik DNA              |               |               |               |               |               | 2-plan.       | 2-plan.       | 2-plan.       | 2-plan.       | główna        | gość          |               |               |               |               |
| Henry Andrews     | Jon Wellner        | toksykolog               |               |               |               |               | 2-plan.       | 2-plan.       | 2-plan.       | 2-plan.       | 2-plan.       | 2-plan.       | 2-plan.       | 2-plan.       | główna        | główna        | główna        |
| Jim Brass         | Paul Guilfoyle     | detektyw LVPD (kapitan)  | główna        | główna        | główna        | główna        | główna        | główna        | główna        | główna        | główna        | główna        | główna        | główna        | główna        | główna        |               |

W mniejszych rolach i epizodach wystąpili m.in.: Gary Sinise, Xander Berkeley, Liev Schreiber, Tony Amendola, Eric Roberts, Justin Bieber, James Eckhouse, Megan Gallagher, Patricia Arquette, Annabella Sciorra, David Caruso, Jolene Blalock, Nina Siemaszko, Željko Ivanek, Bonnie Bedelia, Ally Walker, Miguel Ferrer, Roma Maffia, Megan Follows, America Ferrera, Tony Curtis, Tim Blake Nelson, Ann-Margret, Marlee Matlin, Dita Von Teese, Zachary Quinto, Peter Stormare, Kathleen Quinlan, Alex Kingston, Tippi Hedren, Rebecca Wisocky, Will Patton, Sienna Guillory, Elliott Gould, Tricia Helfer, Elizabeth Berkley, Charles Napier, Faye Dunaway, Barbara Bain, Ray Wise, Stephen Tobolowsky, David Cassidy, Barry Bostwick, Leland Orser, John Saxon, Sean Young, Dakota Fanning, Mitch Pileggi, John Heard, Darren E. Burrows, Armin Shimerman, John de Lancie, Paul McCrane, Moon Bloodgood, John Billingsley, Jason Priestley, Nana Visitor, Sherilyn Fenn, Joel Grey, Joe Penny, Sherry Stringfield, Amanda Righetti, Erik Palladino, Anthony LaPaglia, Treat Williams, Dan Lauria, Joanna Krupa, Stephen Baldwin oraz muzycy Roger Daltrey, Ozzy Osbourne, Gene Simmons i Lindsay Davenport, a także grupa Black Sabbath.

## Reżyseria
Reżyserami poszczególnych odcinków byli m.in.:

- Kenneth Fink
- Richard J. Lewis
- Danny Cannon
- Jeffrey G. Hunt
- Alec Smight
- David Grossman
- Duane Clark
- Bill Eagles
- Terrence O’Hara
- Lou Antonio
- Thomas J. Wright
- Charles Correll
- Peter Markle
- Deran Sarafian
- Michael Slovis
- Matt Earl Beesley
- Rob Bailey
- Quentin Tarantino
- Martha Coolidge
- Christopher Leitch
- Paris Barclay

## Produkcja
- Jerry Bruckheimer Television (od 2000)
- Alliance Atlantis (2000–2008)
- CBS Productions (2000–2006)
- CBS Paramount Network Television (2006–2009)
- CBS Television Studios (2009–2015)

## Muzyka
Piosenka z czołówki z CSI Las Vegas to piosenka zespołu The Who pt. Who Are You. Muzyka w CSI odgrywa ważną rolę. Tworzą ją artyści tacy, jak: Linkin Park, The Wallflowers, John Mayer, Akon, Radiohead, Mogwai, Rammstein, KMFDM, Ministry, Kasabian, Celldweller, Sigur Rós, Rob Zombie, Avril Lavigne, Alice in Chains, Bonobo, Zero 7, IAMX, Mobb Deep, Eminem, New Order, The Black Eyed Peas, The Turtles, The Streets, Depeche Mode, Evanescence, Nine Inch Nails, The Game, The Stone Roses, Queen, Electronic, Peter Gabriel, Kaila Yu, Prodigy, Jamiroquai, Gwen Stefani, Kate Bush, Placebo, The Decemberists, Pantera, Gratitude czy przyjaciel jednego z aktorów (Erica Szmandy) Marilyn Manson, Taylor Swift, BodyRockers, Cocteau Twins – z albumu Heaven or Las Vegas.

## Powiązania z innymi serialami
- 22. odcinek drugiej serii pt. Cross Jurisdictions jest pilotem serialu CSI: Kryminalne zagadki Miami.
- szósty odcinek ósmej serii pt. Who & What został dokończony w szóstym odcinku szóstej serii pt. Where & Why serialu Bez śladu (obydwa odcinki były emitowane tego samego dnia)
- siódmy odcinek 10. serii sezonu pt. The Lost Girls jest kontynuacją siódmego odcinka szóstej serii CSI: Kryminalne zagadki Nowego Jorku (Hammer Down), a ten jest kontynuacją 7. odcinka 8. serii CSI: Kryminalne zagadki Miami (Bone Voyage); była to pierwsza trylogia w świecie CSI.
- 13. odcinek 13. serii pt. In Vino Veritas został dokończony w 15. odcinku dziewiątej serii CSI: Kryminalne zagadki Nowego Jorku.
- 21. odcinek 14. serii pt. Kitty jest pilotem nowego serialu CSI: Cyber.

## Lista odcinków
| Sezon | Liczba odcinków | Tytuł pierwszego odcinka    | Data emisji pierwszego odcinka | Tytuł ostatniego odcinka       | Data emisji ostatniego odcinka |
| ----- | --------------- | --------------------------- | ------------------------------ | ------------------------------ | ------------------------------ |
| I     | 23              | Pilot                       | 6 października 2000            | Strip Strangler                | 17 maja 2001                   |
| II    | 23              | Burked                      | 27 września 2001               | The Hunger Artist              | 16 maja 2002                   |
| III   | 23              | Revenge Is Best Served Cold | 26 września 2002               | Inside the Box                 | 15 maja 2003                   |
| IV    | 23              | Assume Nothing (Part 1)     | 25 września 2003               | Bloodlines                     | 20 maja 2004                   |
| V     | 25              | Viva Las Vegas              | 23 września 2004               | Grave Danger (Part 2)          | 19 maja 2005                   |
| VI    | 24              | Bodies in Motion            | 22 września 2005               | Way to Go (Part 2)             | 18 maja 2006                   |
| VII   | 24              | Built to Kill, Part 1       | 21 września 2006               | Living Doll (Part 1)           | 17 maja 2007                   |
| VIII  | 17              | Dead Doll (Part 2)          | 27 września 2007               | For Gedda (Part 1)             | 15 maja 2008                   |
| IX    | 24              | For Warrick (Part 2)        | 9 października 2008            | All In                         | 14 maja 2009                   |
| X     | 23              | Family Affair               | 24 września 2009               | Meat Jekyll (Part 2)           | 20 maja 2010                   |
| XI    | 22              | Shock Waves (Part 3)        | 23 września 2010               | In a Dark, Dark House (Part 3) | 12 maja 2011                   |
| XII   | 22              | 73 Seconds                  | 21 września 2011               | Homecoming                     | 8 maja 2012                    |
| XIII  | 22              | Karma to Burn               | 26 września 2012               | Skin in the Game               | 15 maja 2013                   |
| XIV   | 22              | The Devil and D.B. Russell  | 25 września 2013               | Dead In His Tracks             | 7 maja 2014                    |
| XV    | 18              | The CSI Effect              | 28 września 2014               | The End Game                   | 15 lutego 2015                 |
| Finał | 2               | Immortality (Part 1)        | 27 września 2015               | Immortality (Part 2)           | 27 września 2015               |

## Franczyza CSI
W 2002 roku stacja CBS wyemitowało pilot nowego serialu – CSI: Kryminalne zagadki Miami, spi-offu oryginalnej serii. W 2004 roku, po czterech sezonach Kryminalnych Zagadek Las Vegas i dwóch Kryminalnych Zagadek Miami CBS wyemitowało pilot trzeciego serialu, a kilka miesięcy później, równolegle z piątym sezonem CSI: Las Vegas i trzecim sezonem CSI: Miami wystartowała pierwsza seria CSI: NY.
Emisję 'CSI: Miami zakończono po dziesięciu seriach, CSI: Nowy Jork po dziewięciu, a CSI: Las Vegas po piętnastu. W międzyczasie do uniwersum CSI dołączyły także dwa inne seriale stacji CBS – Bez śladu oraz Dowody zbrodni. Ten pierwszy serial miał bowiem crossover z CSI: Las Vegas, natomiast główny bohater drugiego pojawił się gościnnie w jednym z odcinków Kryminalnych Zagadek Nowego Jorku. Oba te seriale anulowano po siedmiu sezonach. W 2021 roku rozpoczęto nadawanie sequelu Kryminalnych zagadek Las Vegas – CSI: Vegas.
| Serial                         | Miasto akcji | Główna postać  | Sezony emisyjne seriali w USA | Sezony emisyjne seriali w USA | Sezony emisyjne seriali w USA | Sezony emisyjne seriali w USA | Sezony emisyjne seriali w USA | Sezony emisyjne seriali w USA | Sezony emisyjne seriali w USA | Sezony emisyjne seriali w USA | Sezony emisyjne seriali w USA | Sezony emisyjne seriali w USA | Sezony emisyjne seriali w USA | Sezony emisyjne seriali w USA | Sezony emisyjne seriali w USA | Sezony emisyjne seriali w USA | Sezony emisyjne seriali w USA | Sezony emisyjne seriali w USA |
| Serial                         | Miasto akcji | Główna postać  | 2000/01                       | 2001/02                       | 2002/03                       | 2003/04                       | 2004/05                       | 2005/06                       | 2006/07                       | 2007/08                       | 2008/09                       | 2009/10                       | 2010/11                       | 2011/12                       | 2012/13                       | 2013/14                       | 2014/15                       | 2015/16                       |
| ------------------------------ | ------------ | -------------- | ----------------------------- | ----------------------------- | ----------------------------- | ----------------------------- | ----------------------------- | ----------------------------- | ----------------------------- | ----------------------------- | ----------------------------- | ----------------------------- | ----------------------------- | ----------------------------- | ----------------------------- | ----------------------------- | ----------------------------- | ----------------------------- |
| CSI: Crime Scene Investigation | Las Vegas    | Nicolas Stokes | Emisja                        | Emisja                        | Emisja                        | Emisja                        | Emisja                        | Emisja                        | Emisja                        | Emisja                        | Emisja                        | Emisja                        | Emisja                        | Emisja                        | Emisja                        | Emisja                        | Emisja                        | Finał (2015)                  |
| CSI: Miami                     | Miami        | Horatio Caine  |                               | Pilot (2002)                  | Emisja                        | Emisja                        | Emisja                        | Emisja                        | Emisja                        | Emisja                        | Emisja                        | Emisja                        | Emisja                        | Emisja                        |                               |                               |                               |                               |
| CSI: Nowy Jork                 | Nowy Jork    | Mac Taylor     |                               |                               |                               | Pilot (2004)                  | Emisja                        | Emisja                        | Emisja                        | Emisja                        | Emisja                        | Emisja                        | Emisja                        | Emisja                        | Emisja                        |                               |                               |                               |
| CSI: Cyber                     | Quantico     | Avery Ryan     |                               |                               |                               |                               |                               |                               |                               |                               |                               |                               |                               |                               |                               | Pilot (2014)                  | Emisja                        | Emisja                        |

## Nagrody
ASCAP
- 2006 – Najlepszy serial TV

ASC
- 2005 – Najlepsze zdjęcia do odcinka serialu (Down the Drain) dla Nathan Hope
- 2005 – Najlepsze zdjęcia do odcinka serialu (Who Shot Sherlock?) dla Nathan Hope
- 2005 – Najlepsze zdjęcia do odcinka serialu (For Gedda) dla Nelson Cragg

Emmy
- 2002 – Najlepsza charakteryzacja w serialu (naturalna) dla Nicholas Pagliaro, John Goodwin i Melanie Levitt za odcinek „Slaves of Las Vegas”
- 2006 – Najlepsze zdjęcia w serialu kręconym przy użyciu jednej kamery dla Michael Slovis za odcinek „Gum Drops”
- 2007 – Najlepszy dźwięk w serialu komediowym lub dramatycznym (godzinnym) dla Michael Fowler, William Smith, Yuri Reese za odcinek „Living Doll”
- 2010 – Najlepsze efekty specjalne w serialu (odcinek „Family Affair”)
- 2010 – Najlepsze zdjęcia w serialu godzinnym dla Christian Sebaldt za odcinek „Family Affair”

Saturn
- 2003 – Najlepszy seriale tv

SAG
- 2005 – Wybitny występ zespołu aktorskiego w serialu dramatycznym